# مدرسه قهرمانانه من
مدرسه قهرمانانه من (به انگلیسی: My Hero Academia) (به ژاپنی: 僕のヒーローアカデミア، Boku no Hīrō Akademia) یک مجموعه مانگا ژاپنی ابرقهرمانی به نویسندگی و تصویرگری کوهی هوریکوشی است. این مجموعه مانگا از ژوئیه ۲۰۱۴ تاکنون توسط هفته‌نامه شونن جامپ در حال چاپ است.
یک مجموعه تلویزیونی انیمه توسط بونز از این مانگا اقتباس شد. اولین فصل در ژاپن از آوریل تا ژوئن ۲۰۱۶ پخش شد، در دنباله آن یک فصل دوم از آوریل تا سپتامبر ۲۰۱۷ پخش شد، بعد یک فصل سوم از آوریل تا سپتامبر ۲۰۱۸، یک فصل چهارم هم از اکتبر ۲۰۱۹ تا آوریل ۲۰۲۰. فصل ۵ این انیمه در سال ۲۰۲۱ انتشار یافت.

## داستان انیمه
فصل ۱: 
دکو، پسری بدون کوسه (قدرت خارق‌العاده)، رویای قهرمان شدن رو داره. پس از یک ملاقات سرنوشت‌ساز با قهرمان شماره یک، آل مایت، اون کوسه "یکی برای همه" رو به ارث می‌بره و وارد دبیرستان U.A. میشه تا قهرمان بشه.
فصل ۲: 
دکو و همکلاسی‌هاش درگیر امتحانات و تمرینات سخت برای تقویت کوسه‌هاشون میشن. رقابت‌ها و چالش‌های زیادی رو تجربه می‌کنن و در این بین با تهدیدهای لیگ تبهکاران مواجه میشن.
فصل ۳: 
لیگ تبهکاران فعال‌تر میشه و نبرد بزرگی بین آل مایت و همه برای یکی (All For One) رخ میده که به پایان دوران آل مایت به عنوان قهرمان می‌انجامد. این فصل نقطه عطفی در زندگی دکو و بقیه قهرمانان جوان هست.
فصل ۴: 
دکو و بقیه برای کارآموزی به آژانس‌های قهرمانی میرن. دکو با اوورهاول، رهبر گروه یاکوزا، روبرو میشه که سعی در ساخت داروی نابودکننده کوسه داره. نبرد سختی برای نجات دختری به نام اری شکل می‌گیره.
فصل ۵: 
فصل بر توسعه شخصیت‌های لیگ تبهکاران و گذشته دردناک شیگاراکی تمرکز داره. همچنین، تمرینات مشترکی بین کلاس A و B دبیرستان U.A. برگزار میشه که در اون دکو کنترل بهتری روی کوسه‌اش پیدا می‌کنه.
فصل ۶: 
نبردی تمام‌عیار بین قهرمانان و جبهه آزادی‌بخش ماوراء طبیعی (ترکیبی از لیگ تبهکاران و ارتش آزادی‌بخش) درمی‌گیره. این جنگ خسارات زیادی به بار میاره و جامعه قهرمانان رو به چالش می‌کشه. دکو مجبور میشه به تنهایی برای مقابله با شیگاراکی و همه برای یکی قدرتمندتر شده، اقدام کنه.

## شخصیت‌ها
| نام شخصیت         | پیشه                                               | شرح                                                                   | کوسه                                              | نام قهرمانی                                        |
| ----------------- | -------------------------------------------------- | --------------------------------------------------------------------- | ------------------------------------------------- | -------------------------------------------------- |
| ایزوکو میدوریا    | دانش آموز رشته قهرمانی دبیرستان یو ای (UA) کلاس A1 | دوست دوران بچگی با کوگو کاتسوکی وارث قدرت یکی برای همه                | یکی برای همه                                      | دکو                                                |
| کاتسوکی باکوگو    | دانش آموز رشته قهرمانی دبیرستان یو ای (UA)کلاس A1  | مغرور ،جذاب ،عصبی                                                     | انفجار                                            | چون به نظرش انتخاب سختی هست ( انتخاب اسم قهرمانی ) |
| شوتو تودوروکی     | دانش آموز رشته قهرمانی دبیرستان یو ای (UA)کلاس A1  | فرزند اندور قهرمان شماره دو                                           | اتش و یخ                                          | شوتو                                               |
| اوچاکو اوراراکا   | دانش آموز رشته قهرمانی دبیرستان یو ای (UA)کلاس A1  | دوست ایزوکو میدوریا                                                   | ضد جاذبه                                          | اوراویتی                                           |
| تنیا ایدا         | دانش آموز رشته قهرمانی دبیرستان یو ای (UA)کلاس A1  | دوست ایزوکو میدوریا                                                   | سرعت                                              | اینجینیوم                                          |
| ایجیرو کیریشیما   | دانش آموز رشته قهرمانی دبیرستان یو ای (UA)کلاس A1  | دوست کاتسوکی باکوگو هم مدرسه ای سابق مینا اشیدو                       | سخت سازی                                          | اشوبگر سرخ                                         |
| دنکی کامینای      | دانش آموز رشته قهرمانی دبیرستان یو ای (UA)کلاس A1  | به جیرو کیوکا علاقه دارد                                              | برق                                               | -                                                  |
| تسویو اسویی       | دانش آموز رشته قهرمانی دبیرستان یو ای (UA)کلاس A1  |                                                                       | قورباغه                                           | فراپی                                              |
| مینا اشیدو        | دانش آموز رشته قهرمانی دبیرستان یو ای (UA)کلاس A1  | هم مردیسه ای قبلی ایجیرو کریشیما                                      | اسید                                              | پینکی                                              |
| مومو یائوروزو     | دانش آموز رشته قهرمانی دبیرستان یو ای (UA)کلاس A1  | به شدت درس خوانو پولدار و معاون مبصر کلاس به شوتو تودوروکی علاقه دارد | خلق کردن                                          | خلاق                                               |
| مینورو مینتا      | دانش آموز رشته قهرمانی دبیرستان یو ای (UA)کلاس A1  | منحرف                                                                 | گوله‌های چسبنده                                    | اب انگور                                           |
| یوگا ائویاما      | دانش آموز رشته قهرمانی دبیرستان یو ای (UA)کلاس A1  |                                                                       | لیزر                                              | درخشنده                                            |
| ریکیدو ساتو       | دانش آموز رشته قهرمانی دبیرستان یو ای (UA)کلاس A1  |                                                                       | گرفتن قدرت با خوردن قند و شکر                     |                                                    |
| کیوکا جیرو        | دانش آموز رشته قهرمانی دبیرستان یو ای (UA)کلاس A1  | به موسیقی علاقه دارد                                                  | نرمه‌های متصل شونده                                | نرمه مسل شونده                                     |
| تورا هاگاکوره     | دانش آموز رشته قهرمانی دبیرستان یو ای (UA)کلاس A1  |                                                                       | نامرئی بودن                                       | دختر نامرئی                                        |
| هانتا سرو         | دانش آموز رشته قهرمانی دبیرستان یو ای (UA)کلاس A1  |                                                                       | چسب نواری                                         | سلفونی                                             |
| میزو شوجی         | دانش آموز رشته قهرمانی دبیرستان یو ای (UA)کلاس A1  |                                                                       | بازوهای تکثیر شونده                               | تنتاکول                                            |
| کوجی کودا         | دانش آموز رشته قهرمانی دبیرستان یو ای (UA)کلاس A1  |                                                                       | حرف زدن با حیوانات                                | -                                                  |
| فومیکاگه توکویامی | دانش آموز رشته قهرمانی دبیرستان یو ای (UA)کلاس A1  |                                                                       | سایه سیاه                                         | شبح شب‌ها                                           |
| ماشیرا اوجیرو     | دانش آموز رشته قهرمانی دبیرستان یو ای (UA)کلاس A1  |                                                                       | دم                                                | مرد دمی                                            |
| شیوتا ایزاوا      | قهرمان/معلم                                        | معلم کلاس A1                                                          | پاک کردن کوسه                                     | ازرهد/پاک کننده بزرگ                               |
| میریو توگاتا      | دانش آموز رشته قهرمانی دبیرستان یو ای (UA)         | یکی از دانش اموزان نخبه                                               | رد شدن                                            | لیمیلیون                                           |
| نجیره هادو        | دانش آموز رشته قهرمانی دبیرستان یو ای (UA)         | یکی از دانش اموزان نخبه                                               | موج هوایی                                         |                                                    |
| تاماکی اماجیکی    | دانش آموز رشته قهرمانی دبیرستان یو ای (UA)         | یکی از دانش اموزان نخبه                                               | هر چیزی را بخورد می‌تواند مثل ان حیوان یا گیاه شود |                                                    |
| توشینوری یاگی     | قهرمان/معلم                                        | قهرمان شماره یک                                                       | یکی برای همه                                      | المایت                                             |
| انجی تودوروکی     | قهرمان                                             | قهرمان شماره دو پدر شوتو تودوروکی                                     | اتش                                               | اندور/سخت بنیان/سخت بنیاد                          |
| شیگاراکی تومورا   | تبهکار                                             | دست آموخته همه برای یکی رئیس لیگ تبهکاران                             | فساد                                              |                                                    |
| دابی              | تبهکار                                             | پسر اندور عضو لیگ تبهکاران                                            | اتش ابی رنگ                                       |                                                    |
| توگا هیمیکو       | تبهکار                                             | عضو لیگ تبهکاران                                                      | خوردن خون و تبدیل شدن به ان فرد                   |                                                    |
| گیری کورو         | تبهکار                                             | دوست پرزنت مایک و ایزاوا شیوتا                                        | درست کردن پورتال                                  |                                                    |
| چیساکی کای        | تبهکار                                             | نابود کننده قدرت کوسه با استفاره از دختری به اسم اری                  |                                                   |                                                    |
| کایاما نموری      | قهرمان                                             |                                                                       |                                                   |                                                    |
| بوبایگاوارا جین   | تبهکار                                             | عضو لیگ قهرمانان                                                      | تکثیر خودش                                        |                                                    |
| شیمورا نانا       | قهرمان                                             | معلم المایت                                                           | یکی برای همه                                      |                                                    |